# Aïn Ehel Taya
Aïn Ehel Taya est une ville et une commune du centre-ouest de la Mauritanie, située dans la région de l'Adrar. Elle fait partie du département d'Atar, la capitale régionale distante d'une quarantaine de kilomètres. 

## Géographie
Lors du recensement général de 2000, Aïn Ehel Taya comptait 5 653 habitants. 